# Jongerentaal
Jongerentaal is het taalgebruik van jongeren, ook wel jeugdtaal genoemd. Voorbeelden van jongerentaal zijn straattaal en het Murks in Nederland.
Verschillende groepen mensen spreken op verschillende manieren. Zulke manieren heten sociolecten of sociale dialecten.

## Geschiedenis

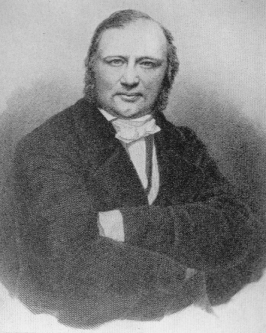
Nicolaas Beets (1814-1903)

De Nederlandse geschiedenis van het fenomeen jongerentaal gaat ver in de tijd terug. In de bekende verhalenbundel Camera Obscura van Hildebrand uit 1839 kwam al jongerentaal voor. Zo geeft hij de knaap die Mientje achterna loopt in 'Een oude kennis' het gezegde "Dat's iets anders' in de mond. De schrijver voegt hier aan toe:"want dat gezegde was waarschijnlijk in die dagen op de conrectorsschool onder de beschaafde vertalers van Livius en Vergilius aan de orde." In het verhaal Gerrit Witse gebruikt de auteur de woorden 'schrimpeljeuzigheid' en 'forducie'. Dit zijn echter geen voorbeelden van jongerentaal, daar zij uitgesproken worden door de Leidse hospita van de hoofdfiguur Gerrit Witse en bedoeld om de ongeletterdheid van deze dame te bespotten.
In de bundel van Klikspaan, Studententypen uit 1839-1841, over het onbezorgde studentenleven, wordt ook uitbundig gebruikgemaakt van deze vorm van jongerentaal. Nochtans bleef studententaal gereserveerd voor een exquise groep; zoals de benaming aanduidt betreft studententaal een groepstaal.
Andere vormen van jongerentaal die door selecte gezelschappen gehanteerd werden, zijn soldatentaal en bakvissentaal (deze laatste, wat minder voor zichzelf sprekende werd voornamelijk door kostschoolmeisjes en leerlingen van de MMS gebruikt).
In het toneelstuk Een eeuw achter van Godfried Bomans uit 1939, wordt gebruikgemaakt van de opmars van jongerentaal en dit taalgebruik, in combinatie met het verschil tussen de jonge en oudere generaties.

## Straattaal
Eind 1997 verzon hoogleraar tweedetaalverwerving René Appel, pionier in het verschijnsel jongerentaal, de term straattaal voor de mengtaal van de verschillende etnische groepen. Vanaf dat moment werd er steeds meer onderzoek naar het taalgebruik van de jeugd gedaan. Onder andere door de angst voor de verloedering van het Nederlands en de overname door Engels is jongerentaal, naast terrorisme en overgewicht, een van de door de Nederlandse media meest besproken onderwerpen.

## Jongerentaal begin jaren negentig
Begin jaren negentig stond in de ban van het einde van de Apartheid, de Golfoorlog en de grote doorbraak van internet. Typische dansmuziekstijlen als acid house, body music en clash-stijl zijn in deze bewogen tijd ontstaan.
Allerlei gebeurtenissen waren van grote invloed op de jongerentaal van begin jaren negentig. Ondanks het vele gebruik van diverse woorden zijn niet alle uitdrukkingen van de jongerentaal van begin jaren negentig in de woordenboeken opgenomen. Mede door de snel wisselende populariteit van bepaalde woorden en de onafgebroken vernieuwing hielden maar een paar woorden stand: Cor Hoppenbrouwers heeft achter in zijn boek Jongerentaal: de tipparade van de omgangstaal een woordenlijst gemaakt. Hieronder een aantal woorden die in het Van Dale Groot woordenboek hedendaags Nederlands (1991) en/of het Van Dale Handwoordenboek Hedendaags Nederlands (1994) terecht zijn gekomen.

### Ketsen, knaksen en kneuken
Hoppenbrouwers noemt een aantal uitdrukkingen voor de seksuele daad, door hem gewoonweg als 'neuken' vertaald. In zijn woordenlijst staan zeventien verschillende benamingen voor de liefde bedrijven, waaronder 'bijtanken', 'niknikken' en 'ruggetuffen'; en acht uitdrukkingen voor 'zoenen', zoals 'fetsen', 'klem zetten' en 'kopkluiven'. Drie van deze vijfentwintig woorden en uitdrukkingen zijn in een van de twee eerdergenoemde woordenboeken opgenomen, namelijk 'op de bek gaan', 'flenzen' en ' ’n wipje leggen'.
Ook ietwat vulgaire uitdrukkingen als 'befkanarie', 'discotrut', 'eikelbijter' en elf andere platte samenstellingen vonden geen plek in het woordenboek. Alleen 'lullensmid' heeft zich een plaatsje in beide lexicons weten te veroveren, als 'arts voor geslachtsziekten' met het bescheiden label <stud.>, aanduidend dat het woord vaak door studenten is gehanteerd.

### Anita, arnie en appie happie
Naast de vele ordinaire termen, waren er ook allerlei namen die als typering voor een bepaalde groep gelden. Zo waren er Sjonnies, ordinaire jongens met lang haar die van foute muziek hielden en de vrouwelijke tegenpool van Sjonnie, namelijk Anita (Marina, in Vlaanderen), een onbenullig en ordinair tutje. Daarnaast waren er Bennie, Corry, Eddy, Harry, Hendrik, Johnny, Jos Kontcross, Liesbet, Miep(je), Theo, Toos Hopeloos en Truus. Hendrik was een al bestaande uitdrukking in de Van Dale, namelijk een brave hendrik: 'een akelig gehoorzame jongen die niets durft'; het woord Hendrik uit begin jaren negentig is logischerwijs van deze oudere uitdrukking afgeleid.
De eerste Nederlandse soap, Goede tijden, slechte tijden, ging van start op 1 oktober 1990 en zorgde ervoor dat bekakte figuren al snel Arnies werden genoemd. De Arnies waren vernoemd naar het gelijknamige personage Arnie, een rechtenstudent. Arnies hadden vaak een bijpassend arniekapsel (een coupe met een scheiding in het midden waarbij een gedeelte van het haar naar voren valt). De overige namen als Jos Kontcross voor 'homoseksueel', Liesbet voor 'pot' en dergelijke zijn niet opgenomen in beide lexicons.
Niet alleen een personage uit de soap werd door de jongeren omgetoverd tot benaming voor een bepaalde doelgroep. Een dik meisje werd naast fatso en vetso al gauw piggy genoemd, naar het gelijknamige personage in de Muppetshow.
Een arrogant figuur was arro en ook wel een Peter Pan genoemd, naar de ietwat hooghartige Peter Pan uit het gelijknamige avonturenverhaal, in 1953 door Disney als tekenfilm uitgebracht. Andere handelsmerken als Albert Heijn werden ook met grote regelmaat door jongeren gebruikt in hun taalgebruik, zo werd de hierboven genoemde supermarkt als appie happie aangeduid. Vandaag de dag noemen nog steeds een hoop mensen de supermarktketen appie, maar het woord komt niet voor in de Van Dale. Ook de Pritt Stift van Henkel, een handige lijmstick, werd creatief gebruikt in jongerentaal: wanneer een stelletje elkaar continu vasthielden, heel klef deden en aan elkaar klitten, waren ze zogenaamd aan het pritten. Naast piggy, Peter Pan en appie happie is ook pritten niet in de woordenboeken vastgelegd.

### Sjacho, slimbo en snakko
Een zeer opvallend kenmerk voor woorden uit de jongerentaal begin jaren negentig is dat een hoop woorden werden afgekort en een “o” aangeplakt kregen. Afkorting zelf werd afko en iemand die veel dronk een alco. Maar liefst tachtig van dit soort woorden staan in de woordenlijst van Hoppenbrouwers en enkel vijftien zijn geregistreerd in De Dikke. Hieronder twee aanduidingen van landgenoten: brabo en limbo, maar ook lesbo en pedo voor lesbiennes en pedofielen en de groepen aso’s en alto’s hebben ook een plek in de Van Dale verdiend. De afkorting Afro- stond allereerst in het Van Dale Groot woordenboek (1991) als 'verbonden met, in betrekking staand tot Afrika', maar met de populariteit van de haardracht met ruig kroeshaar, werd Afro- vervangen in het Van Dale Handwoordenboek (1994) voor afro-look, 'sterk krullende haarstijl'. Hoewel vreemde woorden als burgo ('burgermannetje') en afko wel in de woordenboeken voorkomen, werden de nog steeds veelgebruikte woorden als mayo, fatso en limo niet vastgelegd.
Andere bestaande woorden die ook op een “o” eindigen werden ook graag gebruikt door jongeren, zoals bimbo, dimbo en turbo. Amigo komt van het Spaanse woord voor vriend en werd gebruikt als vriendschappelijke aanspreekvorm. Bobo staat voor bondsbons en populair geworden sinds Ruud Gullit dit woord tijdens het EK van 1988 gebruikte. Dildo staat voor waardeloos figuur en is afgeleid van de Amerikaanse kunstpenis.
Het is overduidelijk dat de jongeren begin jaren negentig een voorkeur hadden voor woorden eindigend op de o-klank en alles werd dan ook uit de kast gehaald om zo veel mogelijk woorden met een “o” te laten eindigen. De “ie” of “i” en “a” werden ook weleens gebruikt, in uitdrukkingen als popie voor populair, depri voor somber en deca voor decadent, doch in veel mindere mate dan de “o”. Aan deze tijd hebben we handige woorden overgehouden als disco, fysio en weirdo. Doordat de woorden niet altijd in de woordenboeken zijn opgenomen, hebben ze niet al te veel invloed op de Nederlandse taal gehad.

### Brabo, drentie en limbo
Er bestonden begin jaren negentig al allerlei woorden om verschillende etnische groepen aan te duiden. Zo werden Marokkanen mocro's genoemd, Italianen ito’s, Surinamers suri’s, Joegoslaven waren joego’s en aziaten werden al gauw pinda’s genoemd (niet door elkaar halen met de uitroep 'pinda’s!' wat letterlijk vertaald is uit het Engelse peanuts, ook wel kleinigheid).
Brabanders werden brabo’s genoemd, Limburgers waren limbo’s en kwamen spottend uit limbabwe en de noordelijke Drenten waren drentie’s. Brabo is pas in het Van Dale Handwoordenboek (1994) terechtgekomen met de labels <inf.; pej.>, limbo kwam al in beide woordenboeken voor en had in 1991 als label <scherts.> en kreeg in 1994 ook de labels informeel en pejoratief, drentie en de overige nationaliteitbenamingen zijn in geen van beide geregistreerd.
De meeste leenwoorden zijn afkomstig van het Engels, zoals beardo voor baardapen van het Engelse beard en no problem voor 'het geeft niet'. Daarnaast waren veel aanduidingen voor muziek afkomstig uit het Engels (zie de paragraaf ‘Dance-beat, deep house en discostamper’). Letterlijke vertalingen uit het Engels zijn 'zie je', van het Engelse 'see you' en moederneuker van motherfucker.
Overige woorden zijn (deels) afkomstig uit het Spaans zoals los ballos en hasta la pasta als afscheidsgroeten en het al eerder genoemde amigo in plaats van 'vriend'. Uit het Italiaans kwam de afscheidsgroet ciao, wat vandaag de dag weer met zekere regelmaat gebruikt wordt in onder andere Frankrijk, Spanje, België en Nederland zelf.

### Dance-beat, deep house en discostamper
Veel uit de jongerentaal van de jaren '90 zijn afkomstig uit de muziek van die tijd. Nieuwe muziekstijlen als clash-stijl, classics, deep house en fusie ontstonden en dit alles zorgde voor een groot scala aan woorden als glijpaleis en disco voor discotheek, muzikaal behang en grafherrie voor stomme muziek en bullets en chartbuster voor nummers in de hitparade. Bijna alle woorden waren afkomstig uit het Engels, op bonkebonk-ritme, dakken, jatwerk, kaskraker, koelkastmuziek, krijslijst, liftmuziek, socionummer, toetsenspeler en trui-in-de-broekgast en vleesmarkt na.
Maar enkele woorden zijn in de woordenboeken opgenomen, waaronder acid house, hardcore en hiphop. Acid house werd in 1991 in de Van Dale als 'emotieloze, monotone discomuziek' aangeduid maar was in 1994 volledig uit het woordenboek verdwenen. Hardcore en hiphop daarentegen kregen een plek in beide woordenboeken, alleen werden hun definities later aangepast. Zo was hardcore toen het woord in 1991 voor het eerst in de Van Dale verscheen rapmuziek met harde en gewelddadige teksten en later een harde en agressieve richting in de popmuziek. Hiphop was in 1991 een 'stroming in de popmuziek die een verzameling is van rap, scratch, human beatbox, gogo en graffiti' en had als label <jeugd.”, maar drie jaar later stond er in De Dikke 'stroming in de popmuziek die een verzameling is van onder andere rap, scratch en human beatbox' en het label was verdwenen.

## Onderzoek
Uit een onderzoek in 2004 blijkt dat ruim de helft van de Nederlanders vindt dat het Nederlands verloedert en vooral oude mensen maken zich zorgen over de ontwikkeling van het Nederlands.
De meningen hierover verschillen. Allereerst vinden de meeste taaldeskundigen dat jongerentaal het Nederlands helemaal niet verloedert. Volgens taalkundige Ron van Zonneveld verloedert taal niet: “Taal verandert nou eenmaal. Die verandering bestrijden is onbegonnen werk.” Pas vanaf het moment dat jongeren opvallend meer moeite hebben om zich uit te drukken dan de voorafgaande generatie is er sprake van taalverloedering. Daarnaast zorgen jongeren juist voor wat sommigen taalverrijking noemen: de multiculturele aard van Nederland en Vlaanderen heeft zijn invloed op de jongerentaal.
Jongerentaal en straattaal kunnen gezien worden als anti-taal.